# 北部方面対舟艇対戦車隊
北部方面対舟艇対戦車隊（ほくぶほうめんたいしゅうていたいせんしゃたい、JGSDF Northern Army Ground-to-Ship and Anti-Tank Unit: NAGS&AT）は、陸上自衛隊倶知安駐屯地（北海道虻田郡倶知安町）に駐屯する北部方面隊直轄の普通科（対戦車）部隊である。

## 概要
隊長は2等陸佐が充てられ、倶知安駐屯地司令を兼務する。隊本部、本部付隊、96式多目的誘導弾システムを装備する3個の対舟艇対戦車小隊で編成される。
2008年（平成20年）3月26日、第11師団の旅団化改編に伴い、同駐屯地に所在していた第11対戦車隊を母体に第28普通科連隊第4普通科中隊（対戦車小隊及び小銃小隊の対戦車火器を扱っていた隊員を中心）を統合、方面直轄部隊として新編した。新編に伴い、全国の対戦車部隊で3番目となる「96式多目的誘導弾システム」を導入した。駐屯地存続の兼ね合いなどから、方面隊直轄の対戦車部隊となっている

## 沿革
第11対戦車隊
- 1962年（昭和37年）1月18日：第11対戦車隊を真駒内駐屯地に新編。
- 1996年（平成08年）3月29日：第11対戦車隊が真駒内駐屯地から倶知安駐屯地に移駐。第11対戦車隊長が倶知安駐屯地司令に職務指定。
- 2008年（平成20年） 3月25日：第11対戦車隊（倶知安駐屯地）を廃止。

北部方面対舟艇対戦車隊
- 2008年（平成20年） 3月26日：北部方面対舟艇対戦車隊が倶知安駐屯地おいて編成完結。

1. 北部方面対舟艇対戦車隊長が倶知安駐屯地司令に職務指定。
2. 整備支援は、北部方面後方支援隊第301対舟艇対戦車直接支援隊が担任。

## 警備隊区
虻田郡（倶知安町・京極町、喜茂別町、真狩村、留寿都村、ニセコ町）、磯谷郡蘭越町。
第18普通科連隊と共通の警備隊区となっている。

## 部隊編成
- 北部方面対舟艇対戦車隊本部
- 北部方面対舟艇対戦車隊本部付隊
- 第1対舟艇対戦車小隊：96式多目的誘導弾システム
- 第2対舟艇対戦車小隊：96式多目的誘導弾システム
- 第3対舟艇対戦車小隊：96式多目的誘導弾システム

車両の部隊表示は全て「北方対舟」

## 整備支援部隊
- 北部方面後方支援隊第301対舟艇対戦車直接支援隊「301対直支」（倶知安駐屯地）：2008年（平成20年） 3月26日から

## 主要幹部
| 官職名                                       | 階級    | 氏名   | 補職発令日    | 前職                    |
| -------------------------------------------- | ------- | ------ | ------------- | ----------------------- |
| 北部方面対舟艇対戦車隊長 兼 倶知安駐屯地司令 | 2等陸佐 | 山口良 | 2023年08月1日 | 第2水陸機動連隊副連隊長 |

| 代 | 氏名     | 在職期間                        | 出身校・期 | 前職                                     | 後職 |
| -- | -------- | ------------------------------- | ---------- | ---------------------------------------- | ---- |
| 1  | 山崎繁   | 2008年03月26日 - 2008年07月31日 |            | 第11対戦車隊長                           |      |
| 2  | 中山博之 | 2008年08月01日 - 2010年07月31日 |            |                                          |      |
| 3  | 神嵜忍   | 2010年08月01日 - 2012年07月31日 |            |                                          |      |
| 4  | 鬼木一也 | 2012年08月01日 - 2014年07月31日 |            |                                          |      |
| 5  | 前田貴大 | 2014年08月01日 - 2016年07月31日 |            |                                          |      |
| 6  | 三上勝紀 | 2016年08月01日 - 2018年07月31日 |            |                                          |      |
| 7  | 小原王巳 | 2018年08月01日 - 2020年03月15日 | 防大43期   |                                          |      |
| 8  | 高橋洋   | 2020年03月16日 - 2021年07月31日 | 防大41期   | 北部方面総監部防衛部防衛課編成班編成班長 |      |
| 9  | 斎藤誠   | 2021年08月01日 - 2023年07月31日 |            | 第52普通科連隊副連隊長                   |      |
| 10 | 山口良   | 2023年08月01日 -                | 防大43期   | 第2水陸機動連隊副連隊長                  |      |

| 代 | 氏名     | 在職期間                        | 出身校・期 | 前職 | 後職                     |
| -- | -------- | ------------------------------- | ---------- | ---- | ------------------------ |
|    | 小林勇夫 | - 2006年08月03日                |            |      | 冬季戦技教育隊長         |
| 末 | 山崎繁   | 2006年08月05日 - 2008年03月25日 |            |      | 北部方面対舟艇対戦車隊長 |

## 主要装備
- 96式多目的誘導弾システム
- 1/2tトラック / 73式小型トラック
- 1 1/2tトラック / 73式中型トラック
- 3 1/2tトラック / 73式大型トラック
- 89式5.56mm小銃
- 10式雪上車